# 罗纳德·吉莱斯皮
罗纳德·詹姆斯·吉莱斯皮（英語：Ronald James Gillespie, 1924年8月21日—2021年2月26日）是一位专门研究分子结构的英国化学家，价层电子对互斥理论的主要创建者之一。
他在接受邀请后抵达加拿大，并建立他自己的实验室。二战后英国无法提供的新设备，他负责在加拿大推广无机化学教育。